# Sint-Antoniuskerk (Wever)

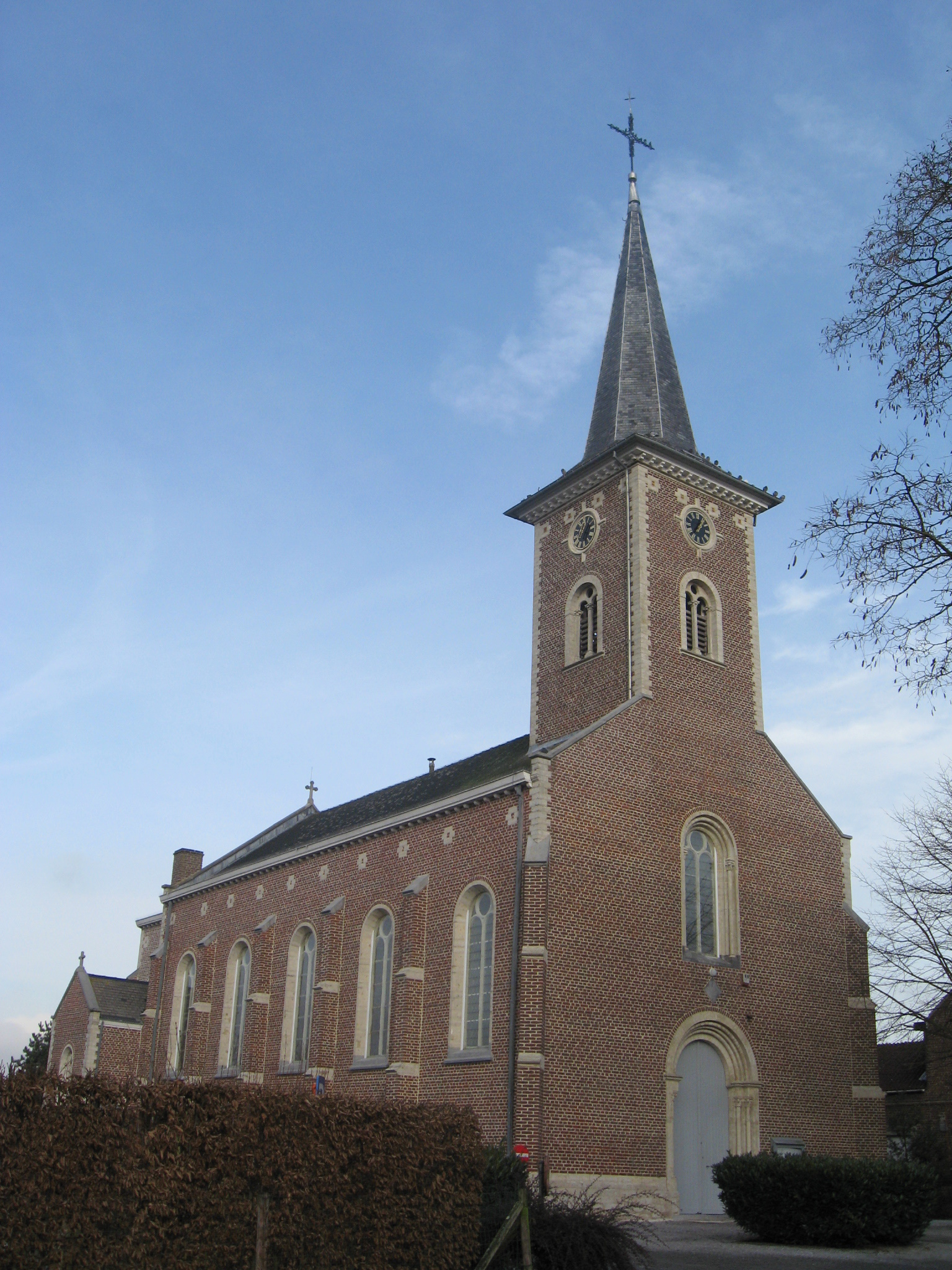
Sint-Antoniuskerk

De Sint-Antoniuskerk, gewijd aan Sint-Antonius Abt, is de parochiekerk van de tot de Vlaams-Brabantse gemeente Glabbeek behorende plaats Wever, gelegen aan de Solveldweg 4.

## Geschiedenis
In 1248 was er al sprake van een kerkje te Wever. In 1705 werd de kerk, tijdens de Spaanse Successieoorlog, nog geplunderd door de troepen van John Churchill. Vanaf 1802 was de kerk afhankelijk van de parochie van Attenrode. In 1825 werd Wever verheven tot zelfstandige parochie.
Deze kerk werd gebouwd in 1857-1858 naar ontwerp van Alex Van Arenbergh. Het is een bakstenen neoromaanse kerk met ingebouwde toren. De oude kerk, die op het kerkhof stond, werd in 1862 afgebroken.
In de kerk vindt men twee 17e-eeuwse portiekaltaren die als zijaltaar dienen en een laat 18e-eeuws hoofdaltaar. Uit het begin van de 17e eeuw is het doopvont. Verder vindt men de schilderijen: Sint-Antonius Abt met engel (eind 17e eeuw) en Onze-Lieve-Vrouw van de Rozenkrans (18e eeuw).
De kerk bezit een beschermd orgel dat nog diverse 18e-eeuwse elementen bevat. Het orgel werd aangekocht in 1871.